# Näbb

Näbbar hos olika fåglar.

Näbb (rostrum på latin) är en yttre anatomisk struktur på skallen hos fåglar som används för att äta med, men även många andra aktiviteter som putsning av fjäderdräkten, påverka yttre objekt, döda byten, slåss, födosökning, vid uppvaktning och för att utfodra ungar. Begreppet näbb används ibland även om liknande anatomiska strukturer hos exempelvis vissa dinosaurier som theropoder och fågelhöftade dinosaurier, men även hos bland annat dicynodonter, bläckfiskar, valar, svärdfiskar, blåsfiskar, sköldpaddor och näbbdjur.
Även om fåglarnas näbbar har en mycket stor variation vad gäller storlek, form, färg och textur delar de en liknande underliggande anatomisk struktur. Två benliknande utsprång från skallen - övernäbben och undernäbben - täckta med ett tunt och hårt keratinrikt lager som kallas rhamphotheca. 
Den stora variationen bland fågelnäbbar har evolutionärt utvecklats för olika funktionalitet genom fåglars olika ekologi, där olika föda och födosök spelat en nyckelroll.

## Etymologi
Ordet näbb finns belagt i svenskan sedan 1500-talet. och härleds ur fornsvenskans næbber, besläktat med bland annat frisiskans nibbe och germanskans naƀja. Ordet är även besläktat med svenskans nabb, det vill säga en utskjutande udde.

## Anatomi

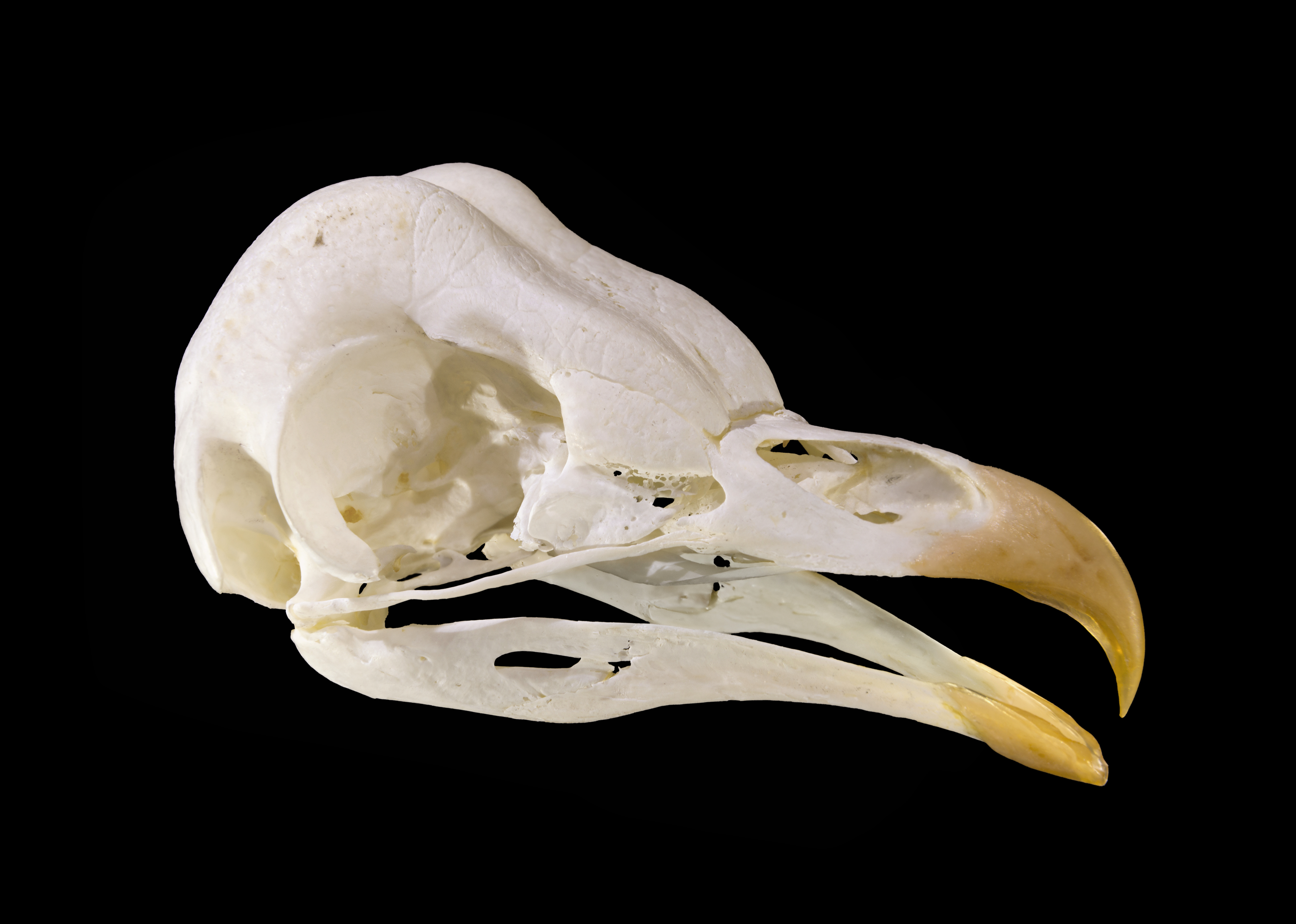
Den benlika kärnan hos näbben är ett lätt ramverk, vilket syns på den här skallen av en tornuggla.

Även om näbbar uppvisar mycket stor variation vad gäller storlek, form, färg och textur så har de en gemensam underliggande struktur. Alla näbbar består av två käkar, en överkäke/övernäbb (maxilla) och en underkäke/undernäbb (mandibel). Den övre, och ibland den undre, är förstärkt på insidan av ett komplext tredimensionellt nätverk av benliknande skelettnålar, så kallade trabekler som sitter fast i mjuk bindväv, omsluten av det hårda yttre lagret av näbben.

### Käken

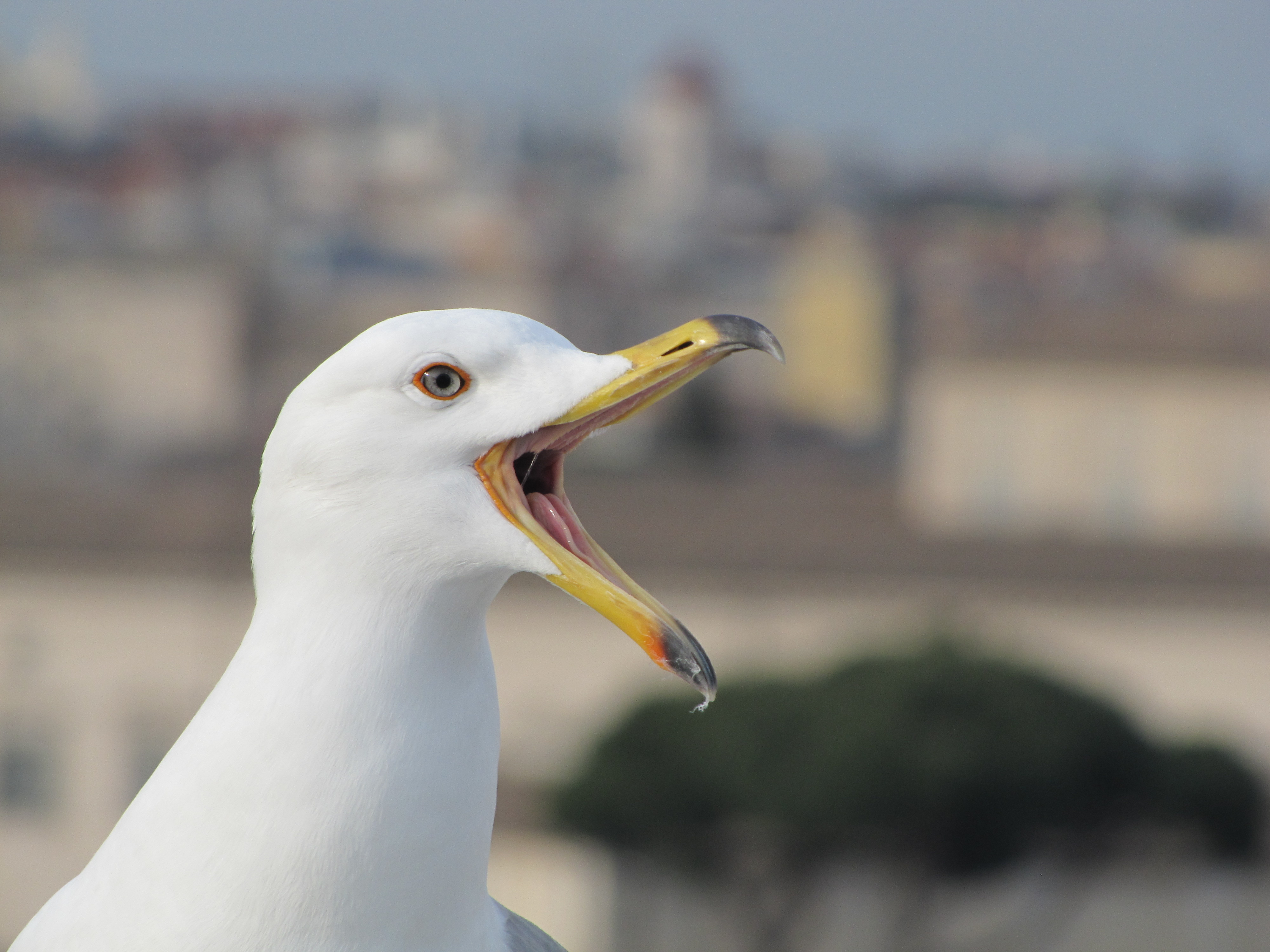
En truts övernäbb kan böjas uppåt eftersom den stöds av små ben som kan röra sig något bakåt och framåt.

Övernäbben stöds av ett stort trekantigt ben, det så kallade mellankäksbenet (os intermaxillare). Den övre spetsen av detta ben är inbäddad i pannan, medan de två nedre fäster vid sidorna av skallen. På sidorna av detta ben finns två små överkäksben. Vid botten av överkäken fäster ett tunt blad av näsben i skallbenet vid den nasofrontala leden, vilket ger rörlighet till övernäbben, så att den kan röra sig uppåt och nedåt.

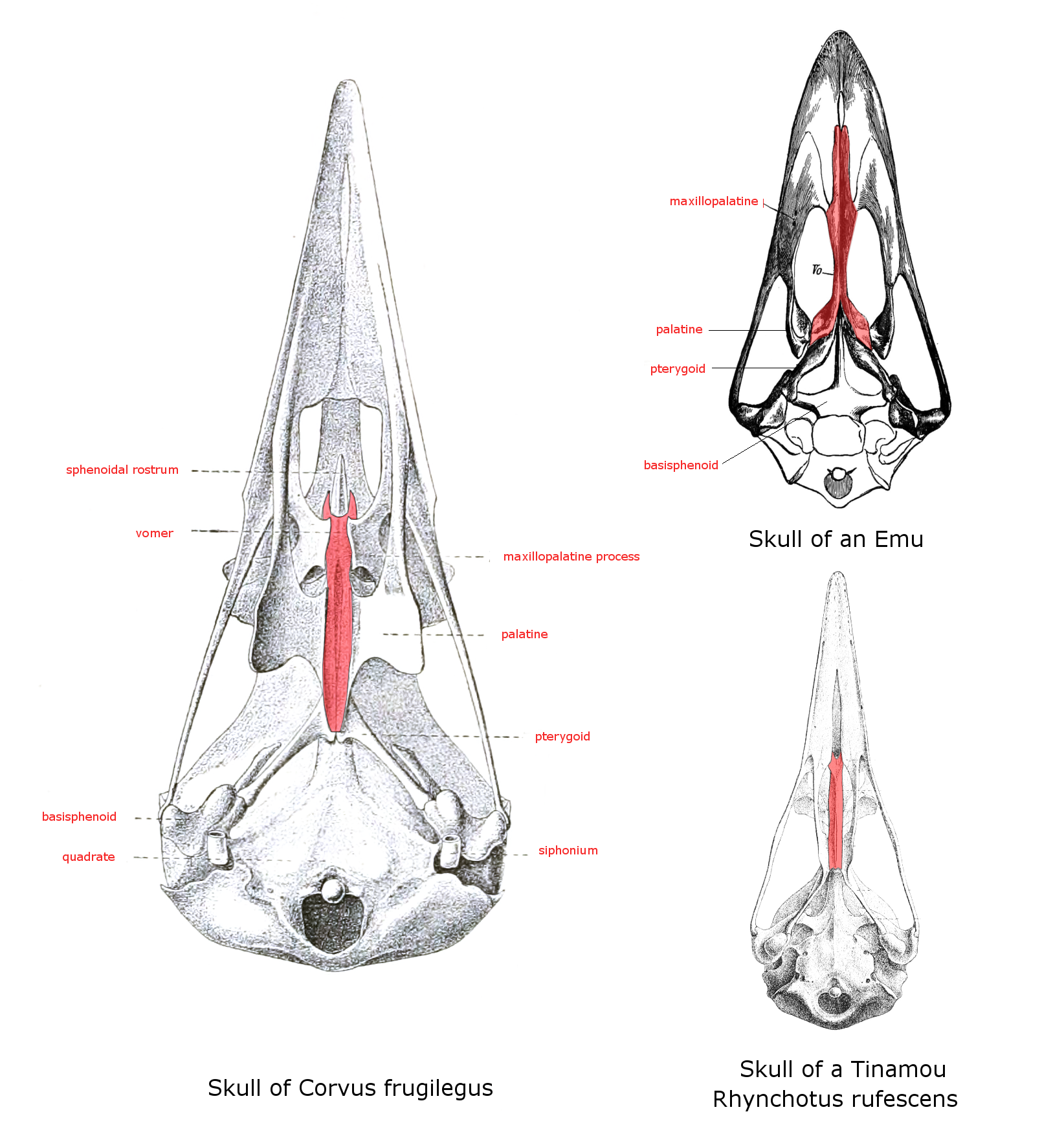
Plogbenets position (skuggat i rött) hos neognathae (till vänster) och hos paleognathae (till höger).

Basen på överkäken, eller taket sett från munnen, är gommen, vars struktur skiljer sig mycket åt hos den paleognata fåglarna. Hos dem är plogbenet stort och förbinds med benen premaxilla och maxillopalatin. Alla andra idag förekommande fåglar har ett smalt gaffelformat plogben som inte fäster till andra ben. Formen på plogbenet varierar mycket i de olika fågelfamiljerna.

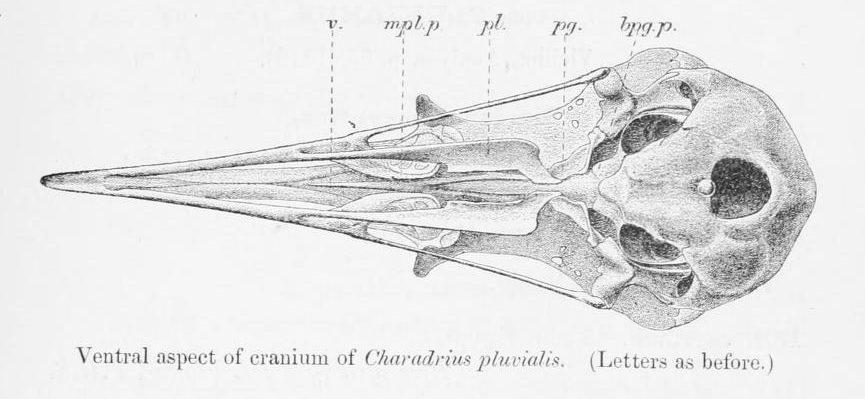
En skalle av ljungpipare sedd underifrån.

Undernäbben stöds av underkäksbenet - ett kompositben bestående av två distinkta förbenade delar. Dessa plattor (rami) kan vara U-formade eller V-formade, är separerade proximalt men ansluter distalt (den exakta placeringen av leden beror på art) på vardera sidan av skallen till ett särskilt ben som kallas kvadratbenet som gör att överkäkens och gommens ben är rörligt förenade till skallen, till skillnad från hos de flesta däggdjur där dessa ben står i direkt förbindelse med tinningbenet. På grund av att kvadratbenet även är förbundet med överkäken, rörs även den när underkäken öppnas. Käkmusklerna, som gör att fågeln kan stänga näbben, är fästade vid den proximala änden av underkäken och till fågelns skalle. Musklerna som pressar ned underkäken är vanligtvis svaga, förutom hos några få fåglar som hos starar och den utdöda huia.

### Rhamphotheca

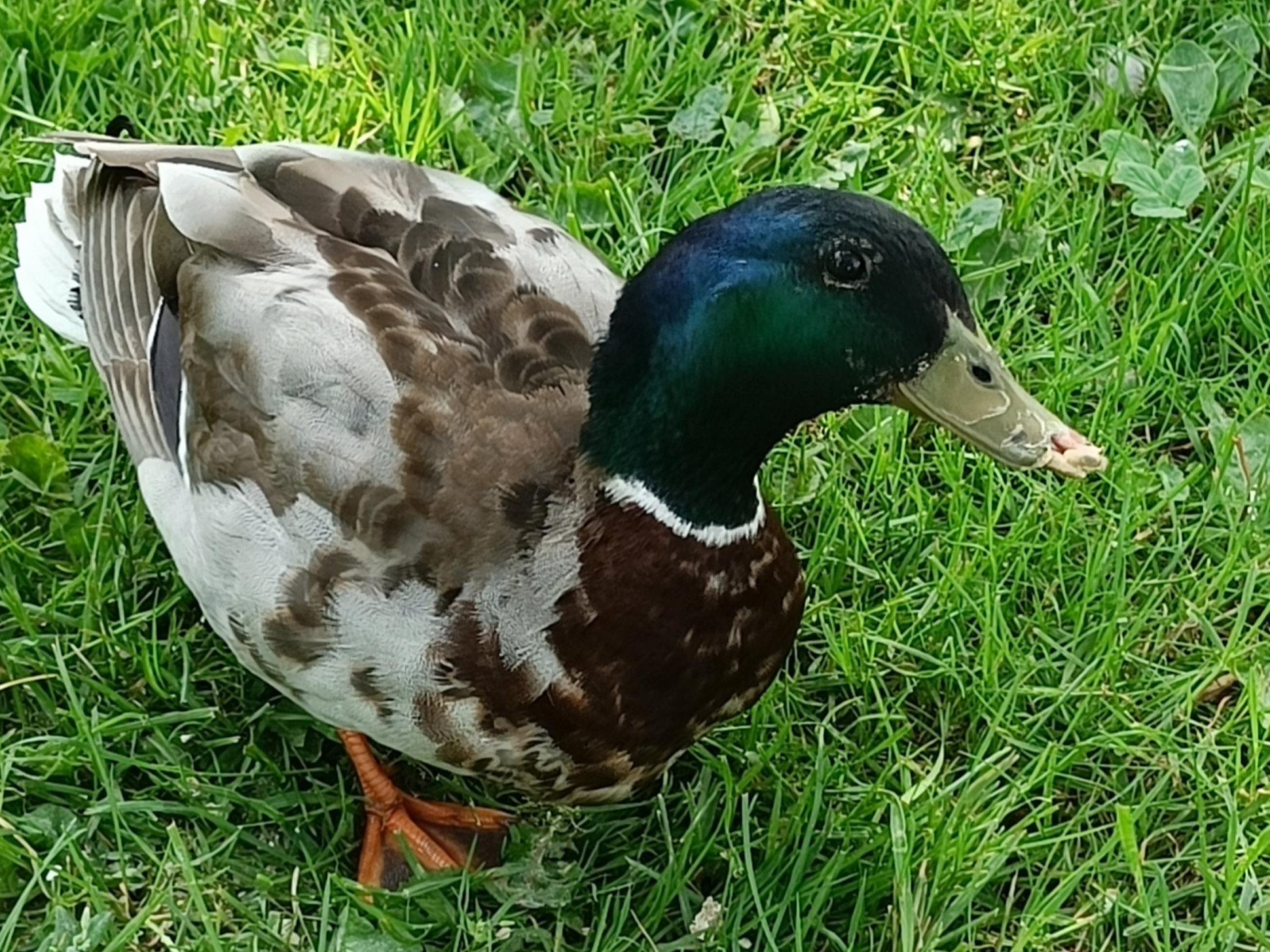
Gräsand med en skadad näbb efter en hundattack. Delar av rhamphotheca har lossnat, vilket gör att benhinnan syns.

Ytan av näbben består av ett keratinrikt tunt och hårt hornliknande lager som kallas rhamphotheca, och som kan delas upp i rhinotheca på övernäbben, och gnathotheca på undernäbben. Detta ytlager bildas i det malpighiska lagret i fåglarnas överhud, och växer ur plattor vid basen av vardera näbbhalva. Det finns ett vaskulärt lager mellan rhamphotheca och det djupare hudlagren, vilka är förbundna direkt med  benhinnorna i näbbens ben. Rhamphotheca växer kontinuerligt hos de flesta fåglar, och hos vissa arter varierar näbbfärgen beroende på årstid. Hos vissa fåglar ömsas delar av rhamphotheca varje år efter häckningssäsongen, som hos lunnefåglarna, och hornpelikanen tappar det "horn" som utvecklas på näbben under häckningssäsongen.

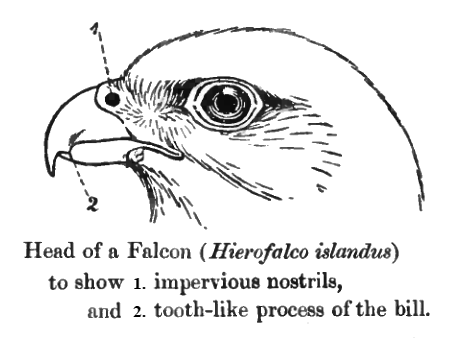
Illustration av falkens näbb där nr.2 är tomialtanden.

Merparten av alla idag förekommande fåglar har en sömlös rhamphotheca, men ett fåtal grupper med fåglar, som vissa stormfåglar och emun har sammansatta rhamphotheca som består av flera lameller som separeras av mjukare keratinrika skåror. Studier indikerar att detta var den ursprungliga konstruktionen hos den primitiva rhamphothecan.

### Tomium

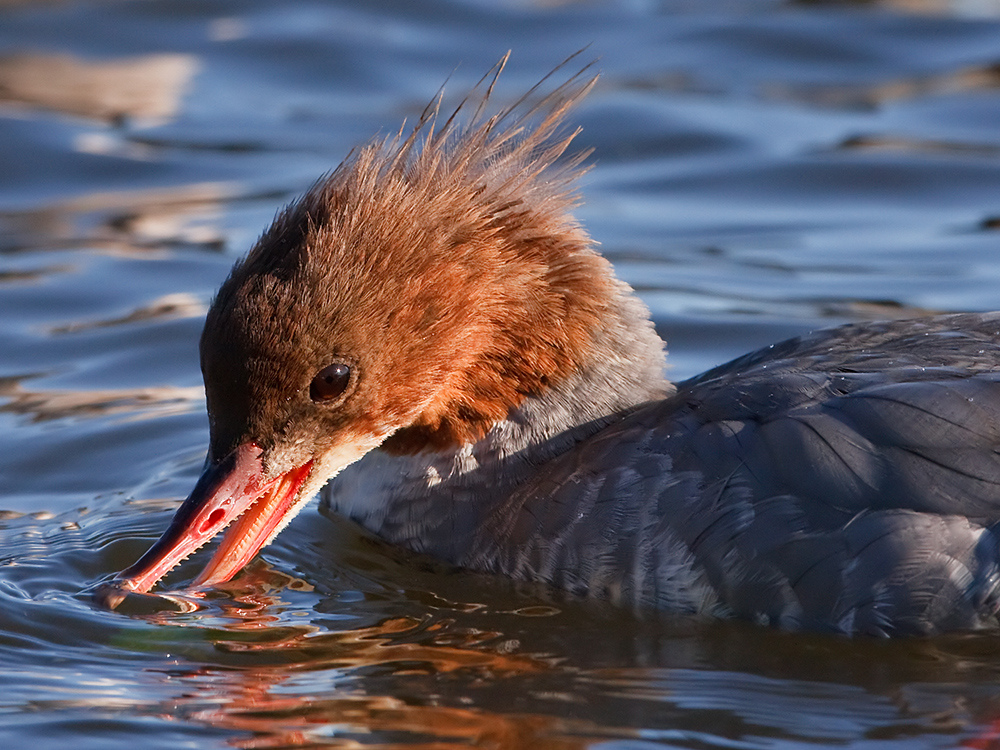
Skrakarna har sågtandsliknande lammeler i näbben som utgör ett mycket kraftigt griporgan lämpligt att ta tag och hålla fast små fiskar med.

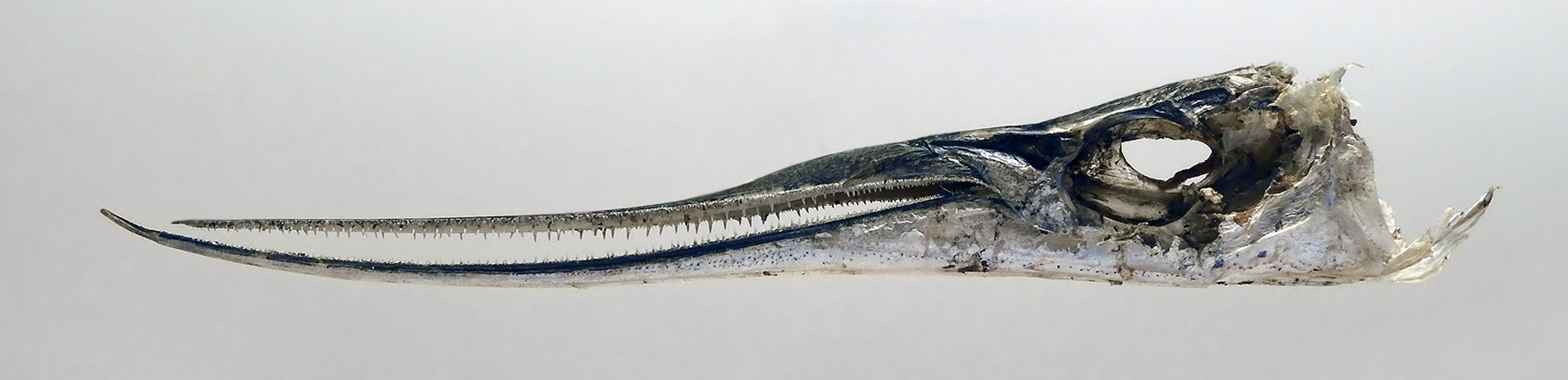
Näbbgäddan har fått sitt svenska namn av den ca 100 mm långa näbbliknande munnen.

Näbbens skärande ytor kallas för tomium (tomia i plural). Hos merparten fåglar är kanterna av tomia runda till ganska vassa, men vissa gruppers tomia har utvecklat strukturella modifikationer som gör att de kan hantera sin specifika föda bättre. Hos vissa grupper har näbben tandliknande utskott eller lameller vid kanterna som fungerar som tänder. Dessa består av hornsubstans och är på intet sätt tänder. Äkta tänder är dock funna hos fossil av de äldsta fåglarna och tandanlag är påvisade hos nutida fågelfoster. Fröätande fåglar har exempelvis åsar på tomia som gör att de enklare kan öppna frönas yttre skal. De flesta falkar har istället en vass egg, precis innanför den krökta näbbspetsen på vardera sidan i övernäbben, som passar motsvarande urgröpningar i undernäbben. Denna vassa tomialtand används för att skära av bytesdjurets ryggrad eller slita sönder insekter. Även törnskator har en liknande "tand". Vissa fiskätande arter, som skrakarna, har sågtandsliknande lameller utmed tomia som gör att de lättare kan fånga och hålla små, hala och rörliga byten.

### Culmen

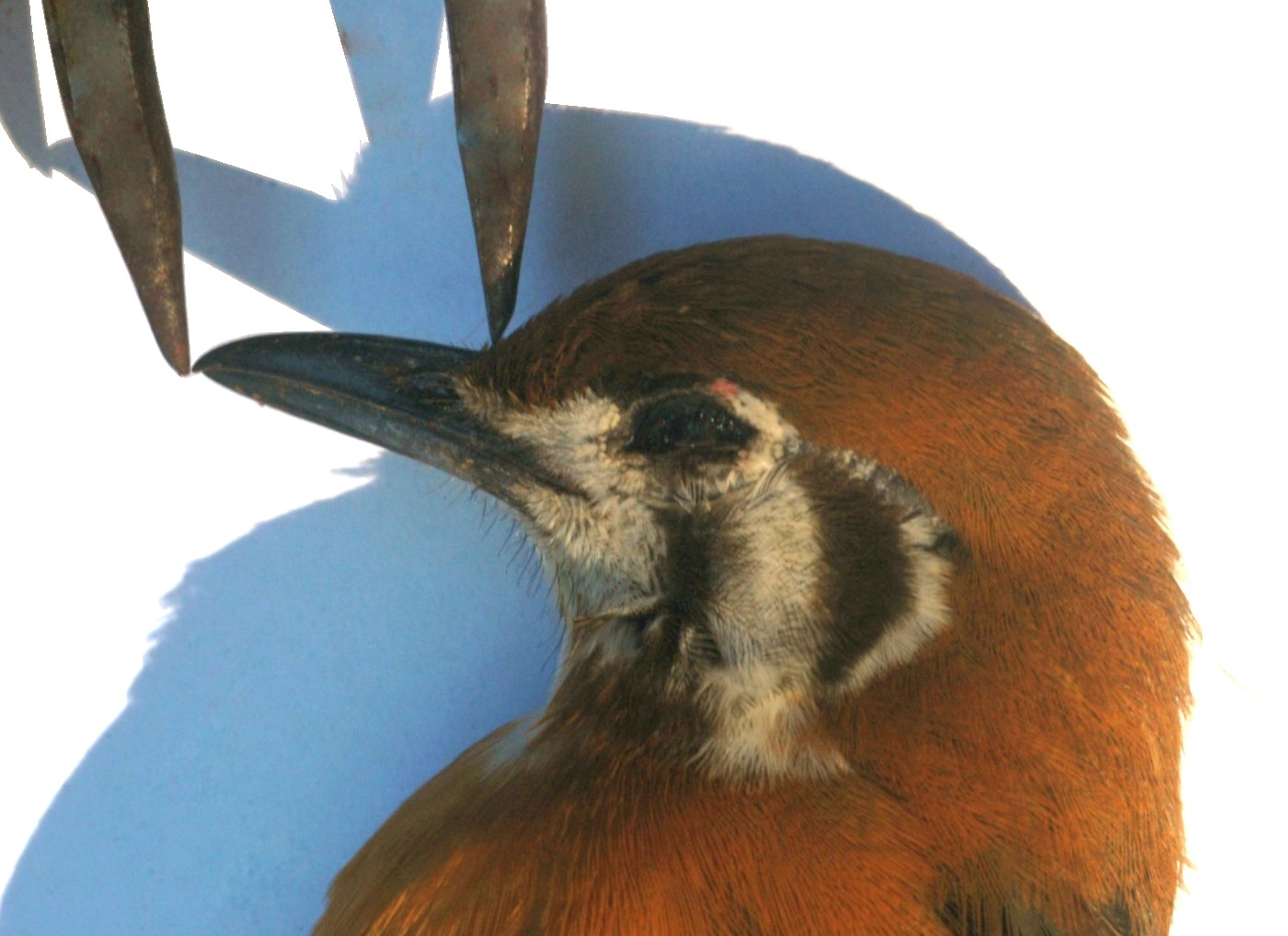
Mätning av culmen hos en orangehuvad trast.

Culmen är övernäbbens översida, det vill säga den högsta dorsala ryggen, eller åsen på näbben. Culmen går från punkten där övernäbben möter pannans fjädrar till näbbspetsen. Längdmåttet på culmen är en av de regelbundna biometriska data som noteras vid ringmärkning och är speciellt meningsfullt vid födostudier.
Form och färg på culmen kan också vara till hjälp vid identifiering av fåglar i fält. Exempelvis är det formskillnader på culmen som är en av de främsta skillnaderna mellan större och mindre korsnäbb Ett annat exempel är att culmen på en juvenil svartnäbbad islom är helmörk, medan den i övrigt mycket lika juvenila vitnäbbade islomen har en ljus culmen mot spetsen.

### Gonys
Gonysen är den ventrala ås på undernäbbens undersida som sträcker sig från näbbspetsen till där underkäksbenets två distinkta plattor (rami) förgrenas. Begreppet används ofta fel och förväxlas med näbbvinkeln, också kallad gonysvinkeln, vilket är den vinkel som bildas vid gonysens proximala slut. Hos vissa trutar expanderar plattorna något vid den här punkten, vilket ger en märkbar utbuktning. Storlek och form på näbbvinkeln kan vara användbar för att identifiera vissa trutarter som i övrigt är lika. Många adulta trutar och måsar har en röd- eller orangeaktig fläck kring, eller i anslutning till näbbvinkeln. Denna fläck utlöser tiggbeteende hos ungarna som pickar på fläcken vilket får föräldrarna att stöta upp föda ur krävan.

## Vaxhud

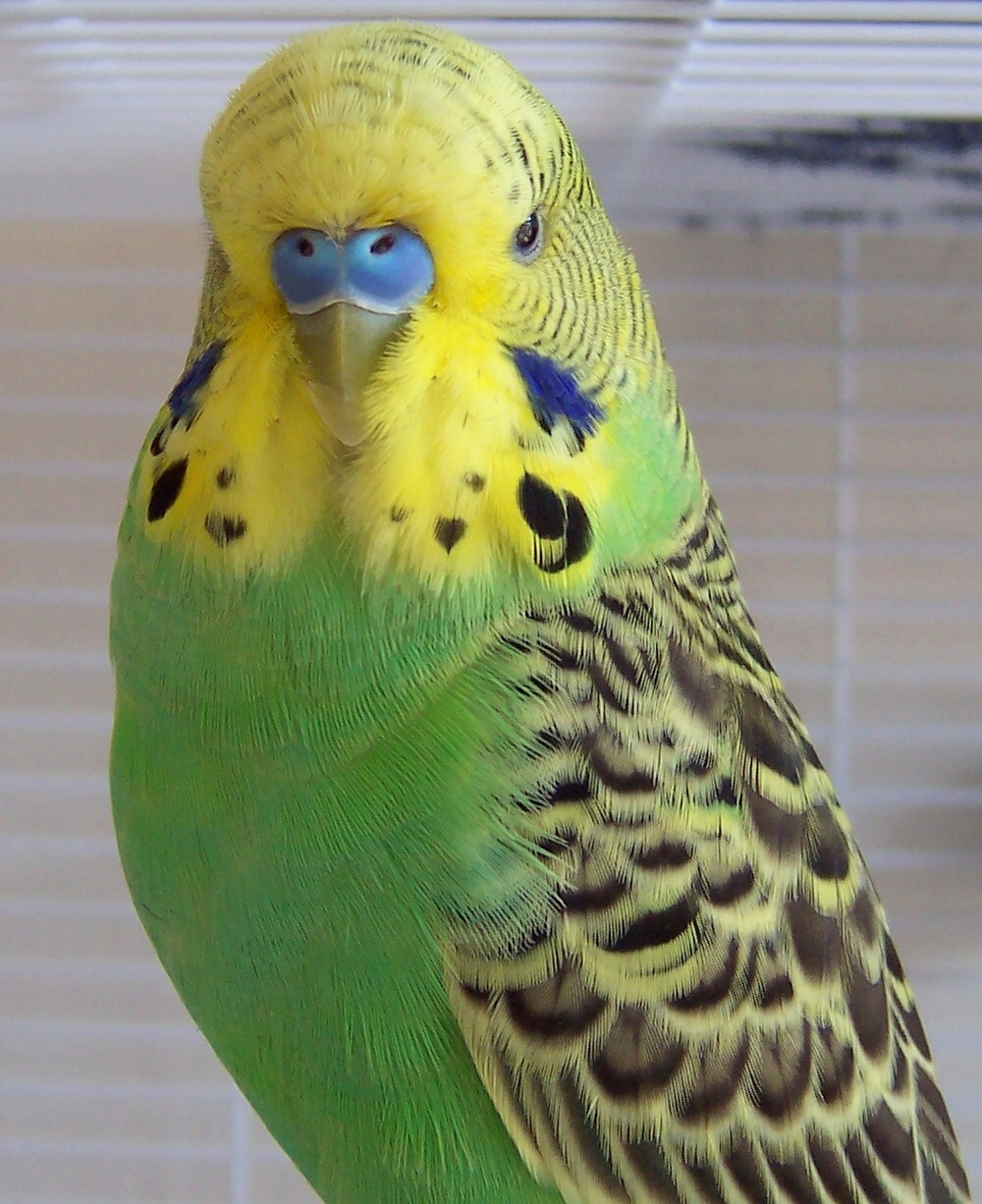
Här ser man den blå vaxhuden hos en undulathane.

Vaxhud är den nakna mjuka hud som vissa fåglar har vid näbbens rot. Särskilt utvecklad är den hos papegojor, duvfåglar, labbar, hos vissa rovfåglar och hos undulaten. Hos vadarfåglar som söker efter föda i dy, och även hos vissa andfåglar är näbben i större eller mindre utsträckning försedd med en mjuk hud som ibland också kallas vaxhud. Denna hud är mycket rik på nervändar.